# La noia de les espècies
La noia de les espècies  (títol original: The Mistress of Spices) és pel·lícula estatunidenco-britànica dirigida l'any 2006 per Paul Mayeda Berges. Ha estat doblada al català.

## Argument
Tilo, una jove índia que viu a San Francisco, gestiona una petita botiga d'espècies. Divertits condimentes màgics que tenen la facultat de curar tots els mals. Perquè aquests condimentes siguin eficaços, no ha de sortir mai de la seva botiga, no ha de tocar mai un ésser humà i no ha d'enamorar-se mai. Però un dia... s'enamora d'un americà que ha traspassat la seva porta.

## Repartiment
- Aishwarya Rai Bachchan: Tilo
- Dylan McDermott/Mcdermott: Doug
- Nitin Ganatra: Haroun
- Adewale Akinnuoye-Agbaje: Kwesi
- Caroline Chikezie: Myisha
- Anupam Kher: Avi de Geeta
- Shaheen Khan: Mare de Jagjit
- Sonny Gill Dulay: Jagjit
- Nina Young: Mare de Doug
- Toby Marlow: Doug (jove)
- Padma Lakshmi: Geeta
- Zohra Segal: Primera mare
- Paul Battacharjee: Satish
- Ayesha Dharker: Hameeda
- Rebecca Bowden
- Harvey Virdi: Mare de Geeta
- Cosima Shaw: ex amiga de Doug
- Antony Zaki: Doctor
- Bansree Madhani: Tilo (de jove)

## Crítica
- "Infusió de sucre. (...) Va de misteriosa i d'onírica, però només és carregant, tant en el fons com en la forma, grandiloqüent al mateix temps que insubstancial."[3]